# Албанско-български протокол (1932)
Албанско-българският протокол (на албански: Protokolli shqiptaro-bullgar) е двустранно международно споразумение от 1932 година, подписано в София между Кралство Албания и Царство България, засягащо защитата на малцинствата от двете страни. Протоколът не е ратифициран от албанската страна.

## История
След установяването на дипломатически отношения между двете страни в 1922 година, основният проблем в отношенията им е, че албанските власти не признават статута на българското малцинство в Албания. Едно такова признание би намесило Албания по-дълбоко в конфликта между София и Белград за македонските българи. Възстановената в 1919 година българска революционна организация ВМРО създава свои бази на албанска територия, от където провежда терористични нападения на територията на югославска Вардарска Македония, разположена между България и Албания. Белград е против признаването на българско малцинство в Албания, тъй като това противоречи на официалната югославска теза, че населението на Вардарска Македония е сръбско и би попречило на политиката на принудителна сърбизация в областта. По сходни причини Югославия в 1924 година блокира ратификацията на сходната спогодба „Калфов-Политис“ между България и Гърция. Въпреки това в 1930 година по време на Първата балканска конференция в Атина и особено на Втората балканска конференция в Истанбул в 1931 година албанската и българската делегация повдигат проблема с българското малцинство, но югославската страна се противопоставя.
Въпреки усилията на Белград, на 9 януари 1932 година в София е подписан протокол за взаимната защита на малцинствата в Албания и България от Андрей Тошев и Янко Сакъзов от българска страна и от Мехмед Коница от албанска. Двете страни се съгласяват да отворят училища с преподаване на съответните езици на малцинствата и се ангажират да изпълнят нужните стъпки пред съответните правителства, за да постигнат сключването на търговски договор. Протоколът предизвиква остра реакция в Кралство Югославия. Белград убеждава албанската страна да не подкрепи исканията на българската страна за ратификация на протокола. Албано-българските отношения се влошават допълнително в 1933 година, тъй като през март 150 български семейства са депортирани от селата Горна и Долна Горица.